# Adagietto (muziekterm)
Adagietto is een van oorsprong Italiaanse muziekterm die aangeeft dat een muziekstuk in een langzaam tempo gespeeld moet worden, maar sneller dan bij een "gewoon" adagio. 
De term is afgeleid van de term adagio, wat zoveel betekent als "op zijn gemak". De toevoeging -etto aan een tempo betekent "minder dan". In het geval van adagio, wat in de praktijk "langzaam" betekent, wordt dit dus "minder langzaam".
Adagietto behoort tot de meer rustige tempi. Het metronoomgetal ligt tussen de 72 en de 80, dus 72 tot 80 tellen (= kwartnoten) per minuut.